# Trò chơi giáo dục
Trò chơi giáo dục là trò chơi được thiết kế rõ ràng với mục đích giáo dục hoặc có giá trị giáo dục ngẫu nhiên hoặc thứ cấp. Tất cả các loại trò chơi có thể được sử dụng trong môi trường giáo dục, tuy nhiên Trò chơi giáo dục là trò chơi được thiết kế để giúp mọi người tìm hiểu về một số môn học, mở rộng khái niệm, củng cố sự phát triển, hiểu một sự kiện hoặc văn hóa lịch sử hoặc hỗ trợ họ học một kỹ năng khi họ học một kỹ năng. chơi. Các loại trò chơi bao gồm bảng, thẻ và trò chơi video. Khi các nhà giáo dục, chính phủ và phụ huynh nhận ra nhu cầu và lợi ích tâm lý mà chơi game mang lại cho việc học, công cụ giáo dục này đã trở thành xu hướng. Trò chơi là trò chơi tương tác dạy chúng ta mục tiêu, quy tắc, thích ứng, giải quyết vấn đề, tương tác, tất cả được thể hiện như một câu chuyện. Chúng thỏa mãn nhu cầu cơ bản của chúng ta để học bằng cách cung cấp sự thích thú, tham gia đam mê, cấu trúc, động lực, sự hài lòng bản ngã, adrenaline, sáng tạo, tương tác xã hội và cảm xúc trong chính trò chơi trong khi việc học diễn ra.

## Trò chơi điện tử
Với sự gia tăng và sẵn có của các thiết bị công nghệ, đã có sự thay đổi về loại trò chơi mà mọi người chơi. Trò chơi điện tử hoặc video đã trở nên được sử dụng rộng rãi hơn so với các trò chơi bảng truyền thống. Barab (2009) định nghĩa trò chơi khái niệm là "trạng thái gắn kết liên quan đến (a) chiếu vào vai trò của nhân vật, (b) tham gia vào bối cảnh vấn đề hư cấu một phần, (c) phải áp dụng cách hiểu khái niệm để hiểu và cuối cùng, chuyển đổi bối cảnh ". Mục tiêu của những không gian chơi như vậy là để "game thủ" tham gia vào câu chuyện trong khi học các kỹ năng nhận thức và xã hội. Khả năng hòa mình vào quá trình chơi game tạo điều kiện cho "hiện thân thấu cảm" xảy ra khi người chơi học cách nhận diện với nhân vật họ đã chọn cho trò chơi và môi trường ảo của trò chơi (Barab, 2009).

## Học tập dựa trên trò chơi
Học tập dựa trên trò chơi (game based learning - GBL) là một kiểu chơi trò chơi với mục đích xác định kết quả học tập. Nói chung, học tập dựa trên trò chơi được thiết kế để cân bằng vấn đề chủ đề với lối chơi và khả năng giữ chân của người chơi và áp dụng chủ đề đã nói vào thế giới thực. Trẻ em có xu hướng dành hàng giờ để chơi trốn tìm, học các bước của trò chơi kỹ thuật số, như cờ vua và tham gia vào các trò chơi sáng tạo. Do đó, có thể nói rằng chơi và học là đồng nghĩa, dẫn đến sự phát triển nhận thức và cảm xúc bên trong bối cảnh xã hội và văn hóa. Ví dụ, trò chơi trốn tìm. Những người giỏi phải cần quan điểm không gian và thị giác để xác định những nơi ẩn náu tốt nhất, trong khi những người tìm kiếm phải có kỹ năng tìm kiếm tín hiệu từ môi trường xung quanh và chọn vị trí có thể xảy ra nhất cho người lái trong số những nơi khác nhau có thể. Một đánh giá có hệ thống đã điều tra các tác động của trò chơi giáo dục đối với học sinh khoa sức khỏe tâm thần: 
| Bằng chứng rất hạn chế hiện tại cho thấy các trò chơi giáo dục có thể giúp sinh viên sức khỏe tâm thần đạt được nhiều điểm hơn trong các bài kiểm tra của họ, đặc biệt nếu họ đã sửa đổi đến phút cuối cùng. Các nghiên cứu nổi bật nên được tinh chế và lặp đi lặp lại. | |                                              |                       |
| \| Kết quả \| Những phát hiện bằng lời nói \| Những phát hiện bằng số \| Chất lượng bằng chứng \| \| Hiểu biết \| Hiểu biết \| Hiểu biết \| Hiểu biết \| \| --------------------------------------------------- \| ------------------------------------------------------------------------------------------------------------------------------------------------------------------------------------------------------------------------------------- \| -------------------------------------------- \| --------------------- \| \| Không có cải thiện đáng kể về điểm kiểm tra (> 10%) \| Học sinh đã có một chút cải thiện cơ hội cải thiện điểm kiểm tra khi nhận được trò chơi giáo dục cộng với đào tạo tiêu chuẩn. Phát hiện này dựa trên dữ liệu có chất lượng rất thấp. \| OR 0,06 (0,01 đến 0,27) \| Rất thấp \| \| Điểm kiểm tra trung bình (cao = tốt) \| Trung bình, sinh viên nhận được trò chơi giáo dục cộng với đào tạo tiêu chuẩn đạt 6 điểm cao hơn so với sinh viên được đào tạo tiêu chuẩn. Có một sự khác biệt rõ ràng giữa các nhóm. Phát hiện này dựa trên dữ liệu chất lượng thấp. \| MD 6 cao hơn (2,63 cao hơn đến 9,37 cao hơn) \| Thấp \| \| \| Không có nghiên cứu nào báo cáo bất kỳ dữ liệu nào về kết quả như tác dụng phụ, trạng thái tinh thần, chất lượng cuộc sống và thông tin liên quan đến thời gian trong dịch vụ \| \| \| | |                                              |                       |
| Kết quả | Những phát hiện bằng lời nói | Những phát hiện bằng số                      | Chất lượng bằng chứng |
| Hiểu biết | |                                              |                       |
| Không có cải thiện đáng kể về điểm kiểm tra (> 10%) | Học sinh đã có một chút cải thiện cơ hội cải thiện điểm kiểm tra khi nhận được trò chơi giáo dục cộng với đào tạo tiêu chuẩn. Phát hiện này dựa trên dữ liệu có chất lượng rất thấp.                                                  | OR 0,06 (0,01 đến 0,27)                      | Rất thấp              |
| Điểm kiểm tra trung bình (cao = tốt) | Trung bình, sinh viên nhận được trò chơi giáo dục cộng với đào tạo tiêu chuẩn đạt 6 điểm cao hơn so với sinh viên được đào tạo tiêu chuẩn. Có một sự khác biệt rõ ràng giữa các nhóm. Phát hiện này dựa trên dữ liệu chất lượng thấp. | MD 6 cao hơn (2,63 cao hơn đến 9,37 cao hơn) | Thấp                  |
| | Không có nghiên cứu nào báo cáo bất kỳ dữ liệu nào về kết quả như tác dụng phụ, trạng thái tinh thần, chất lượng cuộc sống và thông tin liên quan đến thời gian trong dịch vụ                                                         |                                              |                       |